# Unified Display Interface
Unified Display Interface (UDI) est une interface de connexion vidéo numérique basée sur la norme DVI. Lancée en 2006, elle n'a pas été adoptée et a été abandonnée dès l'année suivante.
Le but était d'avoir une implémentation[Quoi ?] moins coûteuse tout en assurant une compatibilité avec les interfaces HDMI et DVI.
Contrairement à l'interface HDMI qui était destinée à des périphériques électroniques grand-public comme des écrans TV ou des lecteurs de DVD, la norme UDI était destinée aux fabricants d'ordinateurs et de cartes graphiques et ne supportait pas la transmission audio.
UDI a été initié par Intel avec le support de Samsung et d'autres partenaires. Au début 2007, Intel débuta le support d'un standard similaire DisplayPort et les deux entreprises abandonnèrent UDI. Il n'y a pas eu de nouvelles d'UDI depuis cette date et le site web officiel d'UDI n'est plus opérationnel.